# Footmania
Footmania est un jeu de plateau édité par Ludodélire en 1991. En 2006, une deuxième version voit le jour.

## Compétitions
En 2015, l'association "Les Accro" organise le 13 et 14 juin aux Essarts le 3e Championnat du Monde de FootMania (CMFM 2015), qui a vu s'affronter 16 joueurs. 
Le titre de Champion du Monde est revenu à Rodrigue, as-tu du cœur ?, au terme d'une table finale de haut niveau, devant Serge Karamazov FC, Louhans Cuiseaux FC et Nikalach.
Classements :
- Champion du Monde : Rodrigue, as-tu du cœur ?
- Prix Cyril Rool : FCB
- Prix de l'Eurovision : Serge Karamazov FC
- Dernier et donc Cuillère de bois : FCB

Le 17 et 18 juin 2016, le 4e Championnat du Monde de FootMania (CMFM 2016) se tient une nouvelle fois aux Essarts.
Classements :
- Champion du Monde : FC Chartres
- Prix Cyril Rool : Olympique Zizi
- Prix de l'Eurovision : PSG
- Grand prix Rocco (celui qui a la plus grosse valeur d'équipe) : Weekend Milliardaire
- Dernier et donc Cuillère de bois : Mi Amor

En 2025, "Les Accro" organise pour la troisième fois le Championnat du Monde (CMFM 2025) autrement appelé "Allez, une dernière et on se connait plus". Fidèle à la salle Claire Jodet, les 16 équipes se retrouvent le 26 avril pour une journée de compétition.
Parmi les 16 équipes engagées c'est Visca Barça qui tire son épingle du jeu en dominant ses 3 parties de la journée et devient pour la première fois champion du monde en devançant le FC Chartres et l'Association des Cuillères de Bois.
Classements :
- Champion du Monde : Visca Barça
- Prix Cyril Rool : Benoît Tessou-Bientroto
- Prix de l'Eurovision : PSG (Passion de Gagner)
- Dernier et donc Cuillère de bois : Karim Ben Lolo